# Great Stone of Fourstones
Koordinaten: 54° 5′ 28,2″ N, 2° 30′ 27,2″ W

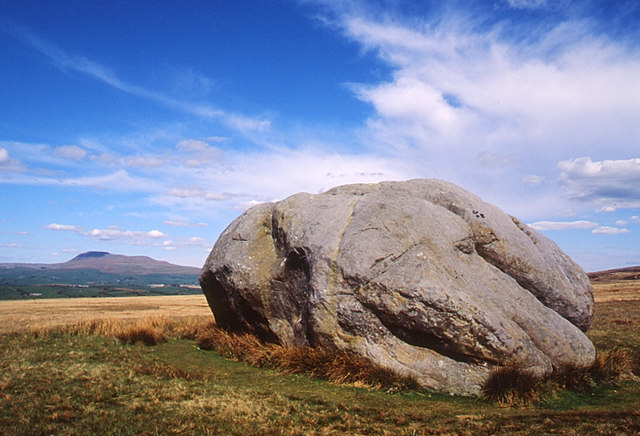
The Great Stone of Fourstones mit Ingleborough im Hintergrund

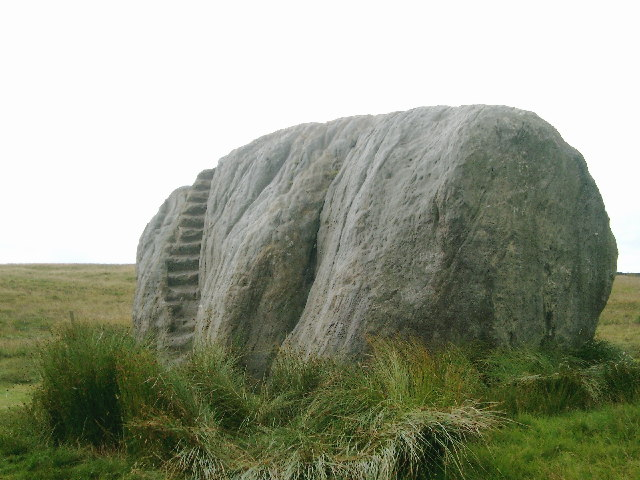
In den Stein gehauene Treppenstufen

Der Great Stone of Fourstones ist ein Findling in der Nähe von Bentham, North Yorkshire, England. Der Stein hat eine Höhe von 4 Metern und einen Umfang von 27 Metern.
Der Stein wurde einst als ein Grenzstein zwischen Lancashire und North Yorkshire benutzt und liegt etwa 10 Meter innerhalb von North Yorkshire. Der Name des Steins (übersetzt etwa „Großer Stein von Viersteinen“) deutet darauf hin, dass er der größte von ehemals vier Steinen ist, wobei die anderen jedoch nicht mehr auffindbar sind. Aus unbekanntem Grund wurde zu einem unbekannten Zeitpunkt eine Treppe in eine Seite des Steins geschlagen.
Eine Legende sagt, dass der Stein aus dem Geldbeutel des Teufels fiel, als dieser die Steine für die Devil’s Bridge über den River Lune in Kirkby Lonsdale heranbrachte.